# 응옥선
응옥선(베트남어: Ngọc Sơn, 한자: 玉山, 1968년 11월 26일~)은 베트남의 가수이다. 하이퐁 출신이며 1975년에는 어머니와 함께 다낭으로 이주했다. 1977년에는 박리에우 성으로 이주했고 1987년까지 호찌민 시에 위치한 연극 학교에 재학했다. 1989년에는 냐짱에서 열린 음악제에서 가수상을 받았다. 1990년에는 베트남 음악 차트 1위를 수상했다.